# Brombach (Wört)
Brombach ist ein Weiler der Gemeinde Wört im Ostalbkreis in Baden-Württemberg.

## Beschreibung
Der Ort mit etwa einem halben Dutzend Hausnummern liegt etwa eineinhalb Kilometer südöstlich von Wört im Tal des nach Nordosten zur Rotach fließenden Meizenbachs, der auch Brombach genannt wird. Unweit des Weilers mündet der Zwerchbach in den Meizenbach.
Naturräumlich gehört der Ort zum Unterraum Dinkelsbühler Hügelland im Dinkelsbühler und Feuchtwanger Hügelland des Mittelfränkischen Beckens. Im Untergrund liegt im Bereich des Talrandes Stubensandstein (Löwenstein-Formation), der Talboden besteht aus holozänem Auensediment.

## Geschichte
Die erste Erwähnung des Ortes geht vermutlich auf das Jahr 1024 zurück, als der Ort „Brampach“ genannt wurde. Zu dieser Zeit war er Grenzort des Ellwanger Bannforsts. Im Jahre 1379 wird der Ort als „Branbach“ nochmals im Besitz des Klosters genannt und gehörte später dem Spital Dinkelsbühl.
Im Jahr 1829 hieß der Ort „Bronnhof“, 1850 „Brennhof“. 1889 wird eine Einwohnerzahl von 19 genannt.